# Filmåret 1955

## Årets filmer

### Siffra (1,2,3...) eller specialtecken (@,$,?...)
- 91 Karlsson rycker in

### A - G
- Alltid vackert väder
- Animal Farm
- Ladykillers
- Blockerat spår
- Bröderna Östermans bravader
- Danssalongen
- Den glade skomakaren
- Den underbara lögnen
- En man steg av tåget
- Enhörningen
- Far och flyg
- Flicka i kasern
- Flickan i regnet
- Giftas

### H - N
- Hemsöborna
- Het är min längtan
- Hoppsan!
- Lady och Lufsen
- Höjd 24 svarar inte
- Ljuset från Lund
- Lola Montez – kurtisanen
- Luffaren och Rasmus
- Les Maîtres fous
- Mannen från Laramie
- Mannen med den gyllene armen
- Marty
- Min syster Eileen
- Mord, lilla vän
- Morgondagen är vår

### O - U
- Pappa Långben
- Paradiset
- Pete Kelly's Blues
- Resa i natten
- Rymden är mitt liv
- Sinbad äventyraren
- Sista ringen
- Sommarflickan
- Sommarnattens leende
- Stampen
- Spindelnätet
- Ta fast tjuven
- Trasdockan
- Under Bagdads måne
- Ung rebell
- Ute blåser sommarvind

### V - Ö
- Vildfåglar
- Vänd dem inte ryggen[1]
- Åsa-Nisse ordnar allt[2]
- Älskling på vågen
- Öster om Eden

## Födda
- 6 januari – Rowan Atkinson, brittisk komiker och skådespelare.
- 9 januari – J. K. Simmons, amerikansk skådespelare.
- 13 januari – Peter Bergared, svensk skådespelare.
- 18 januari – Kevin Costner, amerikansk skådespelare och regissör.
- 4 februari – Göran Forsmark, svensk skådespelare.
- 7 februari – Miguel Ferrer, amerikansk skådespelare.
- 19 februari – Jeff Daniels, amerikansk skådespelare.
- 20 februari
  - Kelsey Grammer, amerikansk skådespelare och TV-regissör.
  - Klas Östergren, svensk författare och manusförfattare.
- 17 mars – Gary Sinise, amerikansk skådespelare.
- 19 mars – Bruce Willis, amerikansk skådespelare.
- 22 mars – Lena Olin, svensk skådespelare.
- 28 mars – Reba McEntire, amerikansk sångerska och skådespelare.
- 29 mars – Rolf Lassgård, svensk skådespelare.
- 3 april – Tomas Arana, amerikansk skådespelare.
- 4 april – Parveen Babi, indisk filmskådespelare.
- 8 april – Kane Hodder, amerikansk stuntman och skådespelare.
- 26 april – Jan Rippe, svensk skådespelare och artist, medlem i Galenskaparna och After Shave.
- 29 april – Kate Mulgrew, amerikansk skådespelare.
- 1 maj – Stefan Feierbach, svensk barnskådespelare.
- 13 maj – Åke Sandgren, svensk regissör, manusförfattare och filmproducent.
- 15 maj – Lee Horsley, amerikansk skådespelare.
- 16 maj – Debra Winger, amerikansk skådespelare.
- 17 maj – Bill Paxton, amerikansk skådespelare.
- 18 maj
  - Lena T. Hansson, svensk skådespelare.
  - Chow Yun Fat, kinesisk skådespelare.
- 19 maj
  - Ingalill Ellung, svensk skådespelare.
  - Tytte Johnsson, svensk skådespelare.
- 2 juni – Dana Carvey, amerikansk skådespelare.
- 6 juni – Stefan Sauk, svensk skådespelare.
- 7 juni – William Forsythe, amerikansk skådespelare.
- 8 juni – Shusuke Kaneko, japansk filmregissör och manusförfattare.
- 16 juni
  - Laurie Metcalf, amerikansk skådespelare.
  - Kicki Rundgren, svensk skådespelare.
- 27 juni – Isabelle Adjani, fransk skådespelare.
- 30 juni – Jojje Jönsson, svensk skådespelare och manusförfattare.
- 8 juli – Lena Endre, svensk skådespelare.
- 12 juli – Nina Gunke, svensk skådespelare.
- 22 juli – Willem Dafoe, amerikansk skådespelare.
- 25 juli – Iman Abdulmajid, amerikansk skådespelare och fotomodell.
- 27 juli – Stefan Nilsson, svensk kompositör, av bland annat filmmusik.
- 4 augusti
  - Ingrid Janbell, svensk skådespelare, teaterregissör och föreläsare.
  - Billy Bob Thornton, amerikansk skådespelare, manusförfattare, musiker och filmregissör.
- 7 augusti – Wayne Knight, amerikansk skådespelare.
- 8 augusti – Branscombe Richmond, amerikansk skådespelare.
- 15 augusti – Pontus Gustafsson, svensk skådespelare.
- 29 augusti – Gunnel Fred, svensk skådespelare.
- 5 oktober – Per Fritzell, svensk skådespelare och artist, medlem i Galenskaparna och After Shave.
- 6 oktober – Mikael Rundquist, svensk skådespelare.
- 19 oktober – Åsa Eek-Engqvist, svensk skådespelare.
- 20 oktober – Thomas Newman, amerikansk filmmusikkompositör.
- 10 november – Roland Emmerich, tysk regissör, manusförfattare och filmproducent.
- 11 november – Sten Hellström, svensk skådespelare.
- 13 november – Whoopi Goldberg, amerikansk skådespelare.
- 14 november – Ann-Sofie Kylin, svensk skådespelare.
- 23 november – Dan Ekborg, svensk skådespelare.
- 25 november – EwaMaria Björkström, svensk skådespelare, sångare och musikalartist.
- 29 november – Howie Mandel, kanadensisk-amerikansk skådespelare och komiker.
- 5 december – Gunnar Falk, svensk skådespelare och konstnär.
- 16 december – Xander Berkeley, amerikansk skådespelare.
- 18 december – Ray Liotta, amerikansk skådespelare.
- 30 december – Sanne Salomonsen, dansk sångerska och skådespelare.

## Avlidna
- 25 januari – Erik Baumann, 65, svensk filmmusikkompositör.
- 1 februari – Arnold Sjöstrand, 51, svensk skådespelare och regissör.
- 4 maj – Carl O. Hertzberg, 66, svensk skådespelare och producent.
- 24 september – Ib Schønberg, 52, dansk skådespelare.
- 30 september – James Dean, 24, amerikansk skådespelare.
- 10 oktober – Harald Beijer, 59, svensk författare och manusförfattare.
- 2 december – Otto Åhlström, 51, svensk skådespelare och köpman.
- 18 december – Albert Ståhl, 78, svensk skådespelare.

### Fotnoter
1. ↑  IMDB, läst 29 februari 2012
2. ↑  IMDB, läst 1 mars 2012